# Casa d'en Josep Guàrdia
La Casa d'en Josep Guàrdia és un edifici del municipi de Foradada (Noguera) protegit com a bé cultural d'interès local.

## Descripció
La casa d'en Josep Guàrdia es troba al centre del nucli de Foradada, al vessant de muntanya que, des de les restes del castell i la roca foradada, baixa en un fort pendent cap al sud. Es tracta d'una casa pairal bastida entre mitgeres, de planta aproximadament quadrangular i que afronta, al nord, amb el carrer de Sant Urbà i, al sud, amb el carrer del Mig. La teulada és a doble vessant amb el carener paral·lel a les façanes i el ràfec es disposa en tres nivells de teula i maó.
El fort desnivell possibilita que al carrer del Mig la façana principal assoleixi tres pisos d'alçada mentre que al nord el nivell del carrer es troba a l'altura del tercer pis. Actualment, l'entrada a l'immoble és al carrer de Sant Urbà número 1, en forma de portal d'arc de llinda de carreus de pedra encoixinats enmig d'un mur arrebossat amb ciment, però l'entrada principal original es trobava a prop de l'angle sud-oest de la façana del carrer del Mig, en forma de portal adovellat dins un porxo d'arc de mig punt.
La façana meridional que atorga magnificència a l'edifici i visibilitat des de força distància del poble de Foradada, està dividida en dues parts: La banda occidental està construïda amb carreus ben escairats de gres lligats amb morter de calç. És fonamentalment llisa, ja que inclús els tres balcons que hi ha (un a la primera planta i dos a la segona) tenen la llosana de pedra motllurada amb molt poca volada. La resta d'obertures són senzilles finestres rectangulars que, en la planta baixa i la planta de les golfes són de petites dimensions. Aquesta part de la façana es remata amb el ràfec de tres nivells de teula i maó.
A la meitat oriental, la façana de l'immoble s'avança cap a migdia i sobre el desnivell en forma de cos de planta rectangular construït amb maçoneria de morter de calç i pedres però carreus ben escairats i polits a les cantonades. Aquest cos es corona, al nivell de la segona planta, amb una galeria porxada de tres ulls d'arcs carpanells. La zona superior d'aquesta part de la façana es troba arrebossada amb morter de calç i guix i a les impostes entre els pilars i els arcs hi ha motllures convexes de guix. A sobre, la teulada que cobreix la galeria presenta un ràfec senzill de maó.
L'interior de la casa es distribueix en les quatre plantes abans esmentades: els cellers a la planta baixa, dues plantes destinades a habitatge i finalment la planta corresponent a les golfes.